# 延吉市第一高级中学
延吉市第一高级中学，简称延吉市一中，位于中国吉林省延边朝鲜族自治州首府延吉市，是一所汉族普通高中。延吉市一中创立于1915年，为吉林省重点中学、吉林省重点普通高中管理序列学校。

## 沿革
1915年，由延吉道尹公署拨款，延吉道立第二中学成立。当时的延吉道立第二中学由60间四合院建筑构成。1920年，延吉道立第二中学与延吉道立师范学校合并，成立吉林省第四师范学校。1934年，学校更名为延吉师范学校，随后于1938年拆分为间岛省立国民高等学校、间岛省立师道学校和间岛省立女子国民高等学校。延吉光复后，魏近晨主持将间岛省立第二国民高等学校改制为延吉两级中学校，后于1946年与间岛省立女子国民高等学校汉族部改制而成的延吉女子两级中学校合并为延吉第一初级中学。1949年，学校为培养政权建设和经济建设中的急需人才，与当时的延吉第二初级中学分别开设了各自的工农干部文化学习班。1963年，由于改制为完全中学，学校更名为延吉市第一中学，开始招收高中阶段学生。1978年3月，延吉市第一中学被定为吉林省重点中学。1988年，校名更改为现名（即延吉市第一高级中学）。

## 荣誉
1978年3月，延吉市第一高级中学的前身延吉市第一中学被定为吉林省重点中学。2001年，延吉市第一高级中学被吉林省人民政府教育督导团办公室评为吉林省重点普通高中管理序列学校之一。2011年至2013年，延吉市第一高级中学被连续三年评为延吉市模范学校。2018年9月，延吉市第一高级中学被列为延吉市第二批“文化景址”之一。

## 校区建筑
延吉市第一高级中学校园面积约为37276平方米，共设有6个室内设施。教学用途用楼共计2个，分别为主教学楼和实验楼。另设有2座体育馆、1座食堂和1栋废弃住宅楼。
|        |          |  |
| 校训碑 | 主教学楼 |  |
|        |          |  |
| 实验楼 | 操场     |  |
|        |          |  |
| 学脉碑 | 正门     |  |

## 註释
1. ↑  根据《吉林省少数民族教育条例》和《延边朝鲜族自治州朝鲜族教育条例》，延边朝鲜族自治州内的学校可分为汉族学校与朝鲜族学校。汉族学校可招收朝鲜族学生，朝鲜族民族学校亦可招收汉族学生[6][7]。